# Anaskopora
Anaskopora is een mosdiertjesgeslacht uit de familie van de Cribrilinidae en de orde Cheilostomatida. De wetenschappelijke naam ervan is in 1975 voor het eerst geldig gepubliceerd door Wass.

## Soorten
- Anaskopora doliaris (Maplestone, 1909)
- Anaskopora parkeri Arnold & Cook, 1997